# Tony Scott (rapper)
Tony Scott (Suriname, 2 oktober 1971), artiestennaam van Peter van der Bosch, is een Nederlands rapper en muzikant. Hij werd internationaal bekend door zijn hiphousemuziek.

## Biografie
Scott  verhuisde op jonge leeftijd vanuit Diitabiki, Suriname naar Nederland. Hij en zijn ouders kwamen te wonen in Amsterdam-Oost. Als dertienjarige begaf hij zich al in muziekwereld, hij zat in een electric boogie-crew, daarna volgde het beatboxen bij 2-Tuff E-nuff. Toen hij voor het radiostation waar zijn broer werkte een jingle had gerapt, bood Peter Duijkersloot, de eigenaar van platenlabel Rhythm (en tevens eigenaar van platenzaak Rhythm Import gelegen aan Singel 10 te Amsterdam), Scott een platencontract aan. Scott was toen nog maar 16 jaar oud. De eerste single die werd uitgebracht is Pick Up the Pieces, een remake-cover van de Average White Band versie. Het nummer wordt geproduceerd door Rutger Kroese en de scratches worden door Orlando Voorn gedaan. Alhoewel de single geen commercieel succes werd, kon hij dankzij deze single toch een groot aantal optredens verzorgen.
De volgende single verscheen in 1989, het betrof een dubbele A-kant met de nummers: "That's How I'm Living" en "The Chief". Het laatste nummer was geschreven als een 'ode' aan zijn afkomst, hij is namelijk een nazaat van een Amazone-indiaan van de Karaïben-stam. De single werd een succes in onder meer Nederland, maar ook in het Verenigd Koninkrijk en de Verenigde Staten kreeg het nummer aandacht. Samen met zijn vaste producer Fabian Lenssen maakte Scott dat jaar ook zijn eerste album. In Amerika werd het album "The Chief" omgedoopt naar "That's How I'm Living", omdat hij in dat land met dat nummer bekender was geworden dan met "The Chief".
Zijn grootste hit had hij in 1990 met het nummer "Get Into It", dat eind 1989 werd uitgebracht. Het leidde tot een uitnodiging voor een optreden tijdens het New Music Seminar in New York. Precies rond dit festival had Scott met de single Gangster Boogie de volgende grote hit. Samen met Ben Liebrand bracht Scott datzelfde jaar ook nog de single "Move to the Bigband" uit, die eveneens rond de periode van het festival was opgenomen.
In 1991 verscheen het nummer "Love Let Love". Hoewel de single het goed deed - in Nederland werd het zelfs zijn tweede top 10-notering - kon het niet dezelfde impact creëren als de voorgaande singles. Na de single "From Da Soul" verschenen de singles "Gimme Some (Swing It Baby)" en samen met de nog net in Amerika doorgebroken vocale hiphop- en R&B-groep Boyz II Men "Under Pressure". Beide nummers vielen in de verkoop sterk tegen. Voor het goede doel nam Scott samen met Part 2 het nummer "The Greenhouse Effect" op. Dit nummer was onderdeel van een lopende campagne van het Wereld Natuur Fonds die opkwam voor verbetering van het milieu. Het nummer werd in 1992 een kleine hit. De videoclip werd echter een grote hit, het nummer bleef dankzij de videoclip lang in de roulatie.
De volgende single, die eind 1992 verscheen, "Riders on the Storm" was het laatste nummer dat de Nederlandse hitlijsten haalde van zijn hand als rapper. Maar het nummer kwam niet verder dan plaats 96 in de Mega Top 100. In 1993 verscheen het album "Chameleon", een album waar diverse muziekstijlen aan de beurt komen, maar erg succesvol was het album niet.
Voor Kinderen voor Kinderen schreef Scott in 1994 samen met Fabian Lenssen het nummer "Gangsterdam", dat ook op single verscheen. In 1996 kwam hij met een themanummer voor de Amsterdam Admirals: het nummer "Never Stop! (Admirals Chant)" werd onder titel "The Power Party! Feat. Tony Scott" uitgebracht maar ondanks redelijke "airplay" op radio en televisie, werd het nummer geen hit.
Tot 2006 maakte Scott deel uit van "Solid Souls", waarmee hij optrad op onder meer BNN's Born into the 90's en andere evenementen zoals Veronica's 80's/90's event in het Goffertstadion te Nijmegen. Verder heeft hij samen met Solid Souls zijn comebacksingle "Do you Remember" in 2004 opgenomen, die vanwege problemen bij de platenmaatschappij nooit uitkwam. Hierop is onder meer MC Honest te horen. Vanaf april 2008 verzorgde hij een reeks liveoptredens met trompettiste Jackie-T, met wie hij eerder al een single had opgenomen. In samenwerking met de Nederlandse producer Bernd Loorbach werd in 2010 de plaat "Check This Out" uitgebracht door BIP Records, een platenmaatschappij uit België. In 2015 was Scott weer te horen op een hernieuwde samenwerking met Ben Liebrand voor Liebrands album "Iconic Groove" op Sony/BMG. Scott is met twee nummers aanwezig op het album, "Discotheque" en "All the Way".
Vanaf 2000 tot en met 2014 heeft Scott gewerkt op een HAVO/VWO-school in Amsterdam-Oost: "het Pieter Nieuwland College". Dit deed hij samen met muziekdocent Johan 't Hart, waarvan hijzelf nog in zijn jeugdjaren muziekles had gekregen tussen 1982 en 1985. Het initiatief om samen met Johan muziekles te gaan geven kwam van Scott zelf af. Hij gaf les en begeleidde jongeren, om hun muzikale talenten te ontwikkelen en hun artistieke creativiteiten te stimuleren. Hieruit ontstond de Stichting RAPucation, die hij samen met Johan oprichtte, waarbij de kracht van taal met de kracht van muziek wordt gecombineerd.
Eind 2014 wordt bij Scott de ziekte multiple sclerose gediagnostiseerd en kan vervolgens geen les meer geven. Hij is woonachtig in Weesp.

## Afscheidsconcert
Op 15 februari 2016 organiseert Ben Liebrand samen met Ton Derks een speciaal afscheidsconcert getiteld "An Evening with Tony Scott & Friends" voor en met Tony Scott, nadat hij gediagnostiseerd is met Multiple Sclerose (MS). Het 3 uur durende afscheidsconcert werd gehouden in het Paradiso te Amsterdam. Een schilderij van een jonge Tony Scott, gemaakt door kunstenaar Joram Baruch, werd aan het eind van de avond onder het publiek verloot. De opbrengst ging naar het Nationale MS Fonds. Artiesten die aan deze avond meewerkten waren oa. Loïs Lane, Jochem Fluitsma, Marcel Schimscheimer & Martino, King Bee, Robin 'Jaydee' Albers, Candy Dulfer, Amber Nijman, Kiddo Cee, C-flow, Miss Brownie, Thompson. Tony Scott gaf die avond, ondanks zijn verslechterde gezondheid, ook zelf nog een optreden. Dit was het sluitstuk van Scotts podiumcarrière.

## Discografie

### Albums
| Album met eventuele hitnotering(en) in de Nederlandse Album Top 100 | Datum van verschijnen | Datum van binnenkomst | Hoogste positie | Aantal weken | Opmerkingen                                       |
| ------------------------------------------------------------------- | --------------------- | --------------------- | --------------- | ------------ | ------------------------------------------------- |
| The Chief                                                           | 1989                  | 13-1-1990             | 13              | 15           | Als That's How I'm Living uitgebracht in Amerika) |
| Expressions from the Soul                                           | 1991                  | 1-6-1991              | 33              | 6            |                                                   |
| Chameleon                                                           | 1993                  | -                     | -               | -            |                                                   |
| Do it again - the best of                                           | 2016                  | -                     | -               | -            |                                                   |

### Singles
| Single met eventuele hitnotering(en) in de Nederlandse Top 40 | Datum van verschijnen | Datum van binnenkomst | Hoogste positie | Aantal weken | Opmerkingen                                             |
| ------------------------------------------------------------- | --------------------- | --------------------- | --------------- | ------------ | ------------------------------------------------------- |
| Pick Up the Pieces                                            | 1988                  | -                     | -               | -            | B.E.W.A.R.E. Feat.                                      |
| That's How I'm Living / The Chief                             |                       | 27-5-1989             | 20              | 5            | Dubbele A-kant                                          |
| Get Into It                                                   | -                     | 20-1-1990             | 4               | 9            | Alarmschijf                                             |
| Gangster Boogie                                               | -                     | 19-5-1990             | 22              | 5            |                                                         |
| Move to the Bigband                                           | -                     | 25-8-1990             | 20              | 6            | Ben Liebrand Feat.                                      |
| Love Let Love                                                 | -                     | 2-2-1991              | 7               | 8            |                                                         |
| From Da Soul                                                  | -                     | 1-6-1991              | 21              | 4            |                                                         |
| Gimme Some (Swing It Baby)                                    | -                     | 16-11-1991            | 29              | 4            |                                                         |
| Under Pressure                                                | -                     | 16-11-1991            | 28              | 4            | Boyz II Men Feat.                                       |
| The Greenhouse Effect                                         | -                     | 22-2-1992             | 33              | 3            | Part 2 Feat.                                            |
| Riders on the Storm                                           | 1993                  | -                     | -               | -            |                                                         |
| I Need Your Lovin'                                            | 1993                  | -                     | -               | -            |                                                         |
| Love Don't Live Here Anymore                                  | 1993                  | -                     | -               | -            |                                                         |
| Never stop! (Admirals chant)                                  | 1996                  | -                     | -               | -            | The Power Party! Feat.                                  |
| Mawi                                                          | 1995                  | -                     | -               | -            |                                                         |
| Please Don't Go                                               | 1997                  | -                     | -               | -            |                                                         |
| Something For The People                                      | 2007                  | -                     | -               | -            | Armin van Buuren vs. DJ Remy & Roland Klinkenberg Feat. |
| Devotion                                                      | 2009                  | -                     | -               | -            | Bingo Players Feat.                                     |
| Check This Out                                                | 2010                  | -                     | -               | -            | Dirty Ztylerz Feat.                                     |
| Discotheque                                                   | 2015                  | -                     | -               | -            | Ben Liebrand Feat.                                      |
| All the Way                                                   | 2015                  | -                     | -               | -            | Ben Liebrand Feat.                                      |
| Do It Again                                                   | 2016                  | -                     | -               | -            |                                                         |